# Лео Нуччі
Лео Нуччі (італ. Leo Nucci; нар. 16 квітня 1942, Кастільйоне-дей-Пеполі, Королівство Італія), — італійський оперний співак (баритон). 

## Життєпис
Лео Нуччі народився в Кастільйоне-дей-Пеполі у 1942 році. Вивчав академічний вокал під керівництвом Джузеппе Маркезе. Дебютував співак в опері Севільський цирульник (партія Фігаро) у Сполето. У 1967 році молодий баритон почав працювати у хорі театру Ла Скала. Дебютував Лео Нуччі на сцені Ла Скала у 1975 році у партії Фігаро (опера Севільський цирульник).
Вокальні здібності та працездатність Лео Нуччі допомогли йому швидко підкорити не лише італійську, але і світову оперну сцену. 